# Bruce Li
Bruce Li (* 5. Juni 1950 in Taiwan) ist ein Künstlername von Ho Chung-tao (chinesisch 何宗道, Pinyin Hé Zōngdào), auch bekannt als James Ho, einem taiwanischen Kampfkünstler, Schauspieler, Regisseur und Bruce-Lee-Imitator.

## Leben und Karriere
Ho lernte in seiner Jugend in Taiwan die Kampfkunst. Er war dort und in Hong-Kong auch als Stuntman unter dem Namen „James Ho“ tätig.
Als Bruce Lee 1973 starb, wurde Ho angeboten, dessen unvollendeten Film Bruce Lee – Mein letzter Kampf fortzusetzen; er lehnte dies aber ab.
Er war in mehreren Bruce-Lee-Dokumentationen und Spielfilmen zu sehen, so in Good Bye, Bruce Lee und The Young Bruce Lee (1976). Zwei inoffizielle Nachfolger von Bruce Lee – Todesgrüße aus Shanghai wurden mit ihm gedreht.

## Privates
Als seine Frau 1985 starb, beendete er seine Karriere und wurde Sportlehrer an einer Universität in Taiwan. Seitdem sieht man ihn nur noch selten in Dokumentationen.

## Weiteres
Weitere Künstlernamen sind „Shao-Lung Lee“, „Hsiao-Lung Lei“, „Lee Roy Lung“, „Lee Shiao-Lung“, „Bruce Ho Chung-tao“, „Ho Tsung-tao“ und „Ho Chung-dao“.

## Werke (Auszug)
- 1974: Die Bruce Lee Story (A Dragon Story)
- 1974: Edge of Fury als Bruce Lee
- 1975: Goodbye Bruce Lee / (His) Last Game of Death
- 1975: Bruce gegen die Supermänner (Bruce Lee vs. Supermen)
- 1976: Stärker als 1000 Drachen (Revenge of the Patriots)
- 1976: Unbesiegt bis in den Tod (Bruce the Man,the Myth/True Story)
- 1976: Abschied von der Todeskralle (Exit the Dragon, Enter the Tiger)
- 1976: Das Geheimniss der Todeskralle (Story of the Dragon)
- 1976: Bruce Lee – Er bleibt der Größte (Bruce Lee We miss you/Dragon dies Hard)
- 1976: Bruce Lee Superstar – Der Weg der Todeskralle
- 1976 Bruce Lee – Gigant des Kung Fu (The Dragon Lives)
- 1977: Bruce Lei – Konig der Todeskralle (The Real Bruce Lee) (kurzer Ausschnitt von Edge of Fury)
- 1977: Tschang Fu – Der Todeshammer (Fist of Fury II)
- 1977: Bruce Li – Die Killerkralle (Soulbrothers of Kung Fu)
- 1978: Great Hero
- 1978: Bruce Lee – Der Reißende Puma (Storming Attacks/Image of Bruce lee)
- 1978: Der größte Schlag der Todeskralle (Return of the Tiger)
- 1978: Die Gelben Augen des Gorillas (Bruce Li the Invicible)
- 1978: Das Geheimnis der Todesschlange (Bruce in New Guinea)
- 1978: Bruce Lee – Der Tag der Blutigen Rache (Deadly Strike)
- 1978: Mit den Fäusten von Bruce Lee (Fists of Bruce Lee)
- 1978: Bruce Lee – Die Panthertatze (Dynamo)
- 1979: Enter Three Dragons
- 1979: Wir sind die Größten Knochenbrecher (Blind Fists of Bruce)
- 1979: Bruce Lai Der Killerhai (The Lama Avenger)
- 1979: Shaolin Handlock
- 1979: Die Todeskralle kehrt zurück (Fist of Fury III)
- 1979: Bruce Lee – Rache ohne Gesetz
- 1981: Bruce Lee – Der Unbesiegte
- 1982: Söldner Kommando 2
- 1982: The Young Bruce Lee
- 1984: Golden Sun
- 1986: Amazing Masters of Martial Arts (Dokumentarfilm)
- 1991: Kickboxer the Champion
- 1993: Death by Misadventure (Dokumentarfilm)
- 1994: Cinema of Vengeance (Dokumentarfilm)
- 1995: Top Fighter als Bruce Li (Dokumentarfilm)
- 2023: Enter the Clones of Bruce (Dokumentarfilm)